# Altwiesloch
Altwiesloch ist seit 1908 ein Ortsteil der Stadt Wiesloch im Rhein-Neckar-Kreis und liegt im Nordwesten von Baden-Württemberg. Der Stadtteil hat rund 2.500 Einwohner.

## Geschichte
Altwiesloch ist einer von mehreren Wieslocher Siedlungskernen, aber nicht, wie es der Name implizieren könnte, der älteste. Während der westlich gelegene Hauptort schon im 9. Jahrhundert erwähnt wurde und mindestens drei historische Siedlungskerne hat, entstand Altwiesloch wohl erst mit der Anlage einer Wasserburg zum Schutz von Bergwerk und Hüttenanlagen in der Mitte des 12. Jahrhunderts. Der Name Altwiesloch taucht dann erstmals um das Jahr 1400 für die Wasserburg Altwiesloch auf und übertrug sich schließlich auch auf die umliegende Siedlung, die im 15. Jahrhundert eine eigene Markung erhielt. 

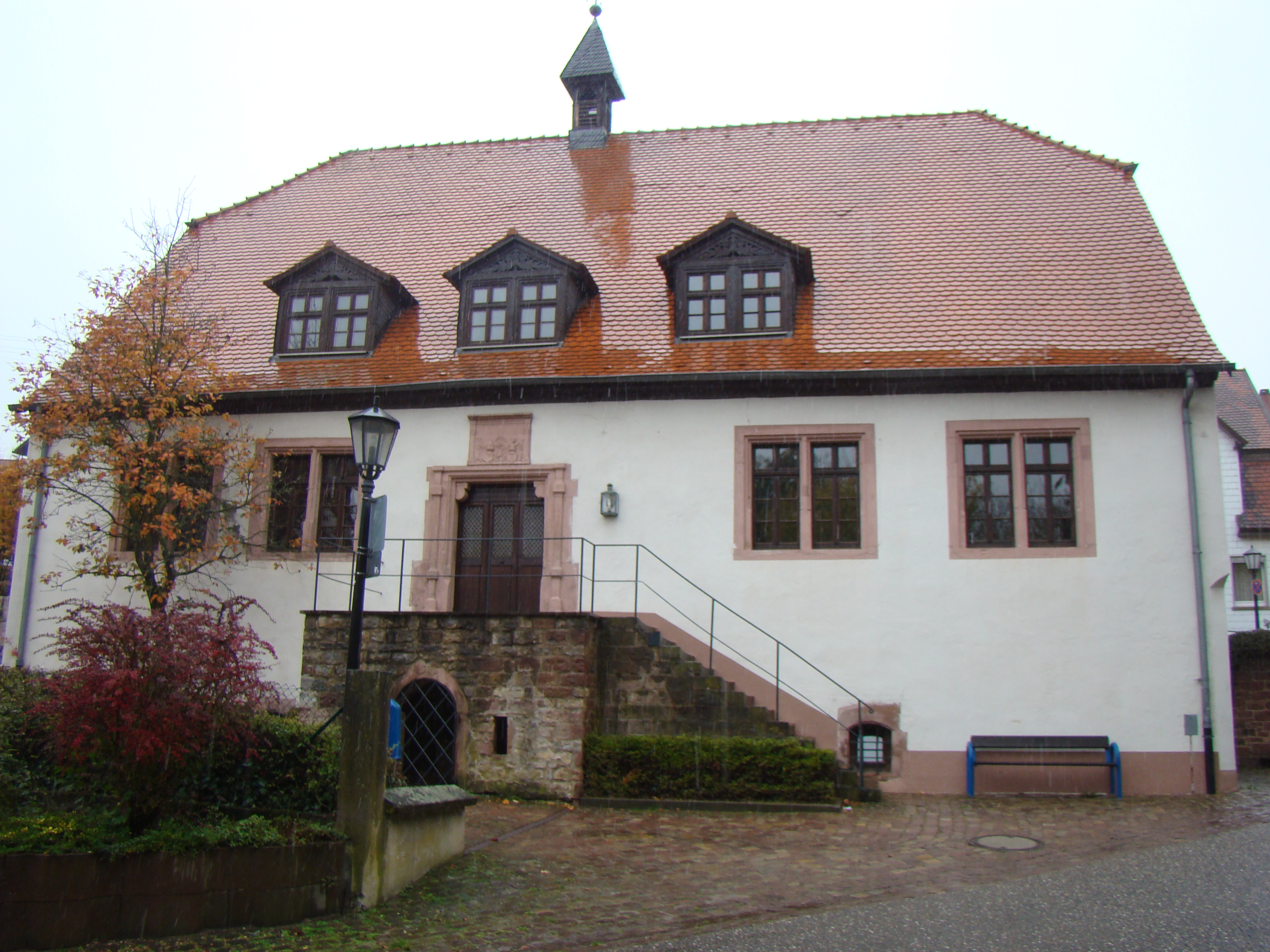
Das heutige Bürgerhaus wurde um 1575 als Herrensitz errichtet

Burg und Ort haben eine wechselvolle Besitzgeschichte. Bereits lange vor 1250 waren die Herren von Weinsberg im Besitz der Burg und veräußerten diese bis 1277 an die Pfalzgrafen bei Rhein. Diese hatten in der Folgezeit alle hoheitlichen Rechte. Bei der pfälzischen Erbteilung 1410 kamen Burg und Ort Altwiesloch gemeinsam mit Wiesloch an Otto I. von Pfalz-Mosbach, der den Altwieslocher Besitz 1414 an Schwarz-Reinhard von Sickingen veräußerte. Nach dessen Tod um 1439 kam der Besitz an die Herren von Neipperg, nach dem Tod von Engelhard von Neipperg 1495 und Erbstreitigkeiten 1499 an die Herren Sturmfeder von Oppenweiler und 1552 an Georg von Nippenburg. Dieser starb 1571 und hinterließ vier Töchter, die den Besitz unter sich aufteilten. Das vordere Schloss (d. h. der Wohnturm der Burg) kam an Katharina von Nippenburg, die mit Hans Georg Schenk von Winterstetten verheiratet war. Das hintere Schloss und die Mühle kamen an Franziska Flora von Nippenburg, die mit Philipp Gans von Otzberg verheiratet war. Weitere Besitzteile gingen an Maria von Nippenburg und Hans Jörg von Frauenburg, die westlich des Schlosses das heutige Bürgerhaus als Herrensitz errichteten, und an Anna von Nippenburg und Wilhelm von Dobeneck, die ihren Sitz im Wieslocher Freihof hatten. Schließlich gelangte im Jahr 1600 das winterstettische Viertel von Altwiesloch mit der Burg für 9000 Gulden an Philipp Albrecht Fock von Wallstadt.
Über zahlreiche weitere Besitzerwechsel (genannt werden die Herren von Merlau, die Herren von Gemmingen, ein Junker Johann Scheibel, die Herren von Helmstatt, die Herren von Berlichingen und der Deutschordensritter Augustin Oswaldt von Lichtenstein) waren im frühen 18. Jahrhundert die Herren von Bettendorff, die Herren von Auerbach und die Herren von Lietzen Ortsherren in Altwiesloch. Der Bettendorffsche Teil kam im frühen 19. Jahrhundert an die Herren von Sparre-Croneberg, die ihren Altwieslocher Besitz kurz vor 1850 an bürgerliche Familien verkauften. Der Lietzensche Anteil wechselte nach 1773 noch mehrfach den Besitzer und kam um 1840 auch in bürgerliche Hände. Der Auerbachsche Anteil wurde wegen der Schulden einer Auerbach-Gattin vom kurpfälzischen Staat eingezogen und vom kurpfälzischen Hofkanzler Georg August von May erworben, befand sich später im Besitz der Herren von Leoprechting, war danach badische Staatsdomäne und kam um 1850 in den Besitz der Gemeinde Altwiesloch.
Altwiesloch war bis in die jüngste Vergangenheit ein sehr kleiner Ort. Neben den adligen Besitzern der Burg und des herrschaftlichen Gutes lebten im Ort nur die zur Bewirtschaftung der Herrschaftsgüter und der landwirtschaftlichen Flächen nötigen Bauern, Müller und Tagelöhner. Im Jahr 1400 werden zwei Bauern genannt, im Jahr 1691 gab es 16 erwachsene Männer, 1750 waren es 38 Männer. Der historische Ortskern umfasst im Wesentlichen nur die Gebäude um den Schlosshof. Die Burg kam im Lauf des 19. Jahrhunderts in bürgerlichen Besitz und wurde abgerissen und überbaut. Das Herrenhaus kam um 1850 in den Besitz der Gemeinde und wurde als Rathaus und Schulhaus genutzt. Auf seine heutige Größe ist der Ort erst durch die Ausweisung von Neubaugebieten im 20. Jahrhundert gewachsen.
Zwischen 1803 und 1842 wechselte Altwiesloch mehrfach zwischen Eigenständigkeit und Zugehörigkeit zur Gemeinde Wiesloch, zu der im Jahr 1908 eine dauerhafte Eingemeindung erfolgte.

## Sehenswürdigkeiten

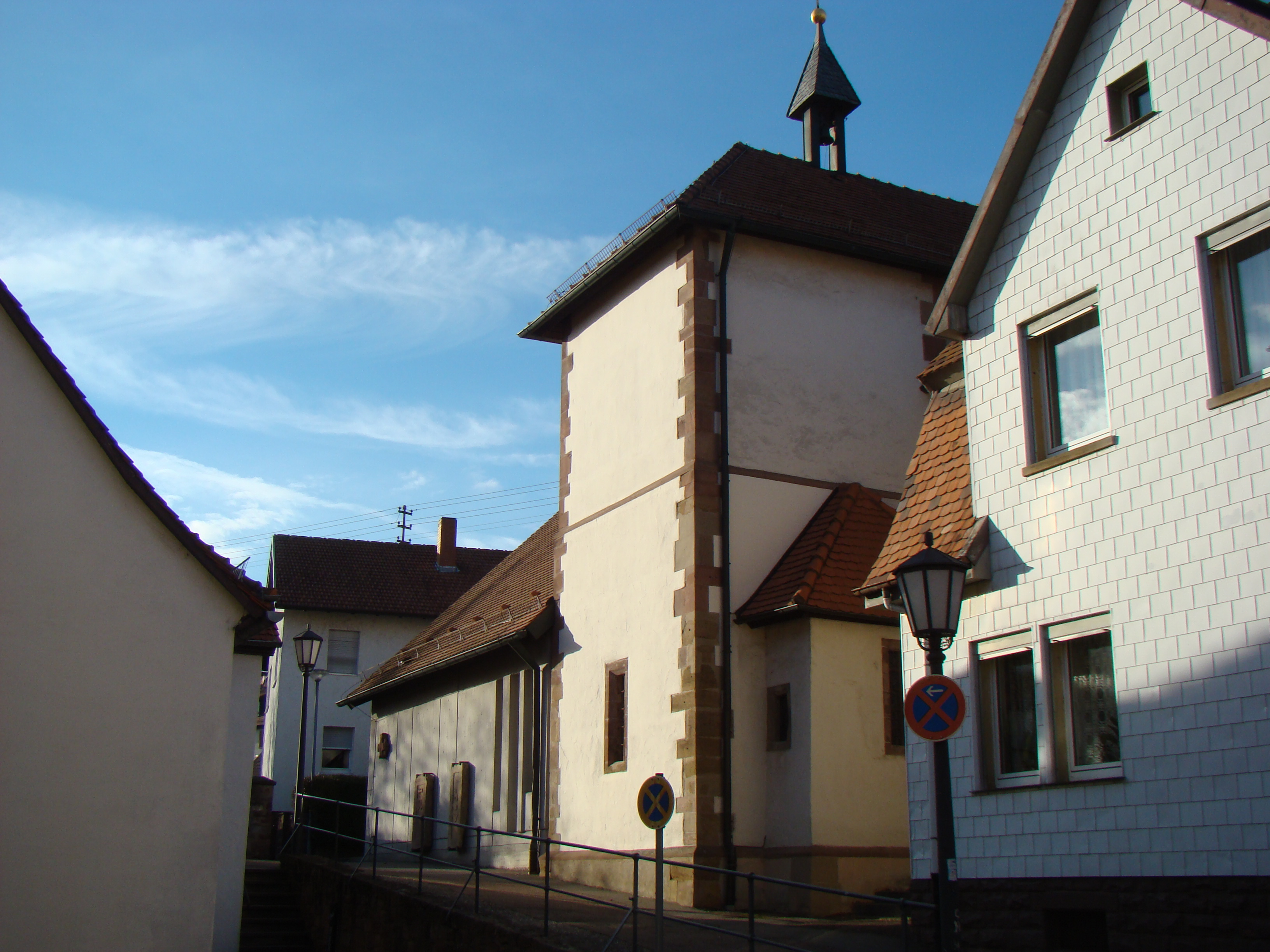
Pankratiuskapelle

Die Wasserburg Altwiesloch ist nur noch als Burgstall am Schlosshof erkennbar. Die Burg wurde im 19. Jahrhundert abgerissen, das Gelände planiert. Eines der Gebäude am Schlosshof wurde auf den Fundamenten des Wohnturms errichtet, in den Gärten der Gebäude am Schlosshof sind noch alte Mauerreste vorhanden.
Die Pankratiuskapelle weist eine spätmittelalterliche Sakristei und einen gotischen Chor auf. In beiden historischen Bauteilen wurden Fresken aus der Zeit vor 1440 und nach 1500 freigelegt. In der möglicherweise auf den Wohnturm einer Adelsfamilie zurückgehenden Kapelle sind mehrere Grabplatten der Herren Sturmfeder von Oppenweiler erhalten. Die Buntglasfenster der Kapelle schuf Valentin Peter Feuerstein anlässlich des Neubaus eines Langhauses 1972.
Das Bürgerhaus wurde um 1575 von Hans Jörg von Frauenburg als weiterer Herrensitz neben der alten Burg errichtet, durchlief zahlreiche Besitzerwechsel und wird seit etwa 1850 von der Gemeinde als Rathaus und Schule genutzt.

## Persönlichkeiten
- Karl Dörner (* 14. Oktober 1893 in Altwiesloch; † 24. März 1956 in Überlingen), theologischer Schriftsteller.[3]

## Vereine
- Liedertafel 1881 Altwiesloch – Gesangverein
- Stadtteilverein Altwiesloch e. V.
- Die Altwieslocher-Narren e. V.
- Altwieslocher Liste e. V.